# 強制開關
強制開關（Key switch），是門禁系統的安全預防措施，通常被使用在大樓公寓內或一般住家，當讀卡機故障或是不明原因造成無法開門時，這時使用者可以利用鑰匙切換至N.C或是N.O接點，門就可以開啟。